# ブランシュ・オブ・ランカスター
ブランシュ・オブ・ランカスター（Blanche of Lancaster, 1345年3月25日/1347年 - 1368年9月12日）は、イングランドの貴族女性。イングランド王エドワード3世の三男ジョン・オブ・ゴーントの最初の妃でランカスター朝の初代国王ヘンリー4世の母。父はランカスター公ヘンリー・オブ・グロスモント、母はヘンリー・ド・ボーモントの娘イザベラ。

## 生涯
詩人チョーサーの『公爵夫人の書』（The Book of the Duchess）において「白の貴婦人」と賞賛された美女で、1359年にジョンと結婚、7人の子を儲けたが、成人したのは1男2女だった。
- フィリッパ（1360年 - 1415年） - ポルトガル王ジョアン1世妃
- ジョン（1362年 - 1365年）
- エリザベス（1363年 - 1425年） - ペンブルック伯ジョン・ヘイスティングスと結婚したが3年で離婚し、リチャード2世の異父兄である初代エクセター公ジョン・ホランドと再婚、死別後さらに初代ファンホープ男爵ジョン・コーンウォールと再婚。
- エドワード（1365年）
- ジョン（1366年 - 1367年）
- ヘンリー4世（1367年 - 1413年） - イングランド王
- イサベル（1368年）

父に息子がいなかったため、姉モード共々ランカスター公領の相続人だったが、1361年に父が死去、翌1362年に姉も子が無いまま亡くなるとブランシュが遺領を全て相続することになり、彼女の権利で夫がランカスター公領だけでなく、ダービー伯領・リンカーン伯領・レスター伯領を含む広大な土地を手に入れることになった。
1368年、ペストで死去。夫は3年後の1371年にコンスタンス・オブ・カスティルと再婚した。